# STZ
STZ a.s., dříve CAMPASPOL a.s., je česká společnost, jejíž zaměstnanci se zabývali zpracováním olejnin a výrobou pracích prášků.

## Historie
Společnost vydala listinné akcie na majitele, které zakladatel Spolek pro chemickou a hutní výrobu převedl na Euro Capital Alliance LTD, která je 25. ledna 2007 převedla na společnost Via Chem Group. V srpnu 2007 byl za 81 milionů korun zakoupen 100 % podíl ve společnosti Oleofin, ještě téhož roku byla k této investici vytvořena opravná položka ve výši 51 milionů korun. 1. prosince 2008 společnost STZ převzala od společnosti Setuza zaměstnance zabývající se zpracováním olejnatých semen na oleje a FAME a výrobou pracích prášků formou práce ve mzdě pro obchodní firmu Oleofin. Na základě smlouvy ze dne 7. září 2009 získala STZ od J&T Banky úvěr ve výši 284 milionů korun, za který se zaručila společnost Via Chem Group. K 31. prosinci 2009 měla STZ pohledávku 200 milionů korun za maltskou Pembroke Trading a 183 milionů korun za Plenty s.r.o., k oběma byla tvořena opravná položka ve výši 50 %. K 30. červnu 2010 byla většina činností převedena na společnost Lisovna Ústí nad Labem, jejímž jediným akcionářem byl Ivo Hala.
6. září 2010 podala společnost E.ON Energie na STZ insolvenční návrh kvůli neuhrazeným fakturám za dodávku elektřiny v srpnu-říjnu 2009, ve kterém jako dalšího věřitele označila společnost Moravia Energo. O několik dnů později k řízení přistoupil ještě věřitel ZEMKA Praha. 1. prosince 2010 byl prohlášen úpadek mateřské skupiny Campaspol Holding, na návrh jediného akcionáře Petra Lísky byla insolvenční správkyní ustanovena Vladimíra Jechová Vápeníková. Na základě žádosti samosoudkyně Renaty Zlámalové určil 16. prosince 2010 Milan Kohoutek, předseda Krajského soudu v Ústí nad Labem, Vladimíru Jechovou Vápeníkovou insolvenční správkyní STZ, následující den prohlásil soud na majetek STZ konkurz.
V prosinci 2023 byl soud požádán o souhlas se zpeněžením pohledávky 200 mil. Kč za Antonínem Francem a Martinem Procházkou prodejem mimo dražbu. Jednalo se o poslední položku soupisu majetkové podstaty dlužníka způsobilou ke zpeněžení.